# Hory řeckých ostrovů

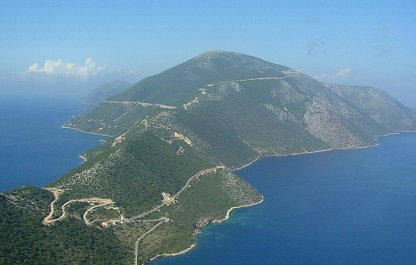
Masiv Nirito na ostrově Ithaka

Hory řeckých ostrovů jsou nesourodým, pomyslným horským systémem, zahrnujícím v sobě mnoho masivů, pohoří a samostatných hor ležících na ostrovech patřících Řecku v Jónském a Egejském moři. Ostrovy zabírají přibližně 25 213 km², což je zhruba pětina celkové rozlohy státu. Nejvyšší bod je masiv Dirfi (1743 m) nacházející se na ostrově Euboia.

## Členění

### Jónské moře
- Kefalonia

Na tomto ostrově se nachází jeden z nejvyšších ostrovních vrcholů patřících Řecku. Masiv Oros Enos se zvedá na jihozápadě ostrova do výše 1627 m. Území hory nese status národního parku. Z vesnice Xenopule je hora nejsnáze dostupná po úzké horské silničce. Dalším vyšším masivem je Dimati (1100 m), který je rovněž turistickým cílem.
- Ithaka

Mnohem menší sousední ostrov Ithaka může nabídnout také hory, markantně převyšující mořskou hladinu. Nejvyšší je masiv Nirito (810 m).
- Lefkada

Povrch tohoto ostrova je poměrně členitý a hornatý. Lze zde dosáhnout vrcholu Elati (1158 m).
- Korfu

Korfu je jedním z nejpopulárnějších a nejznámějších ostrovů Řecka. Tyčí se zde rozložitý horský celek Pantakrátor (906 m) pověstný výborným výhledem. Autem lze vyjet až na vrchol.

### Egejské moře
- Samothraki

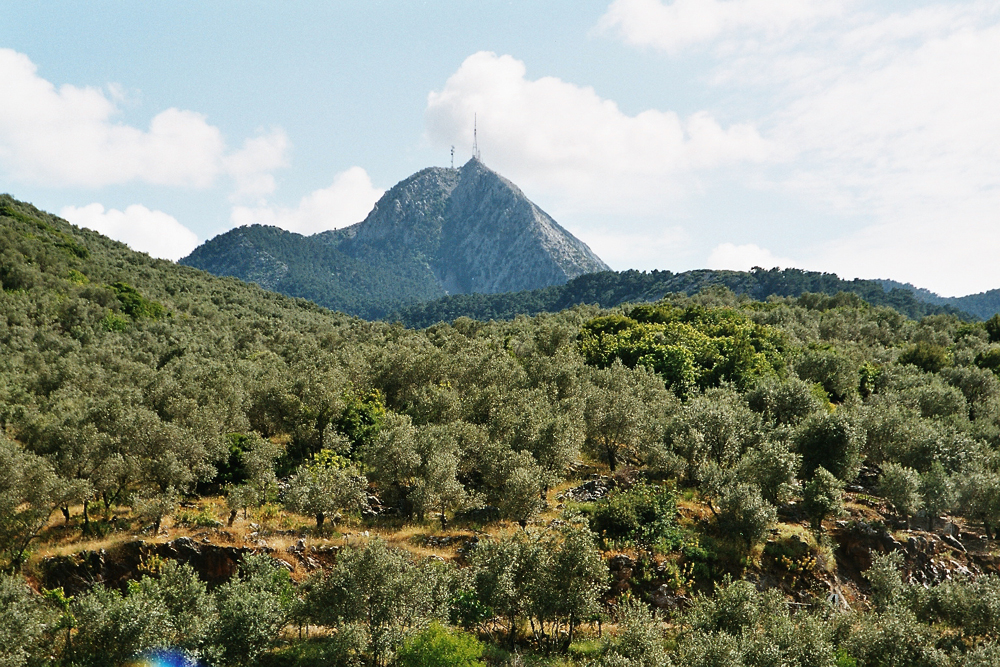
Olympos Lesbos

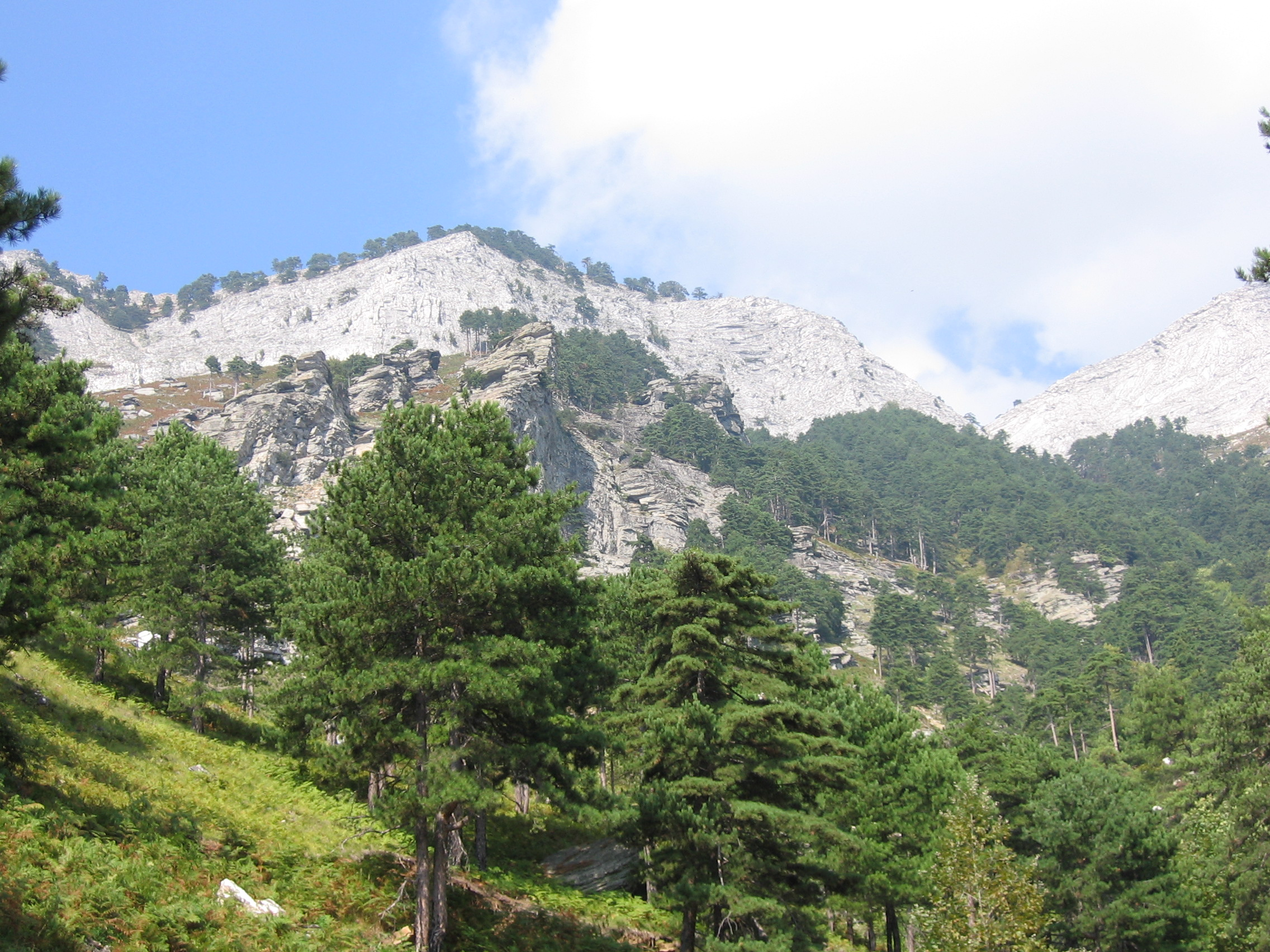
Hory na ostrově Thasos

Na tomto plošně malém ostrůvku se tyčí vysoký masiv Fengari (1611 m), na který lze vystoupit z osady Therma za 4 hod. Výhled obsáhne prsty poloostrova Chalkidiki, pohoří Rodopy a blízké turecké břehy.
- Thasos

Je nejseverněji položeným ostrovem Egeidy. Leží nejblíže k pevnině a je tedy velmi dobře dostupný. Hora Ipsario zde dosahuje až 1127 m.
- Samos

Je bohatě zalesněný ostrov dominující východní části Egejského moře. Nachází se pouze 2 km od tureckých břehů a na jeho západním pobřeží se vypíná nejvyšší vrchol Kerketevs (1444 m).
- Chios

Páteř ostrova Hios tvoří vápencový masiv Pelineo (1287 m)
- Lesbos

Nejvyšším vrcholem ostrova je hora Olymp tyčící se do výšky 968 m nad zálivem Geras.
- Euboia

Nejhornatější a po Krétě druhý největší řecký ostrov má protáhlý tvar, kde na jeho západním pobřeží vystupuje přímo z moře impozantní masiv Dirfis (1743 m), této výšky dosahuje pouhých 10 km od moře), který je zároveň nejvyšším bodem pomyslného systému ostrovních hor Řecka. Jeho západní strana je mírně se svažující, porostlá bujnou zelenou vegetací. Naopak východní srázy jsou strmé a skalnaté. Výstupy na hřeben Metochi jsou možné z obce Steni Dirfyos (celkem 4 hod. až na vrchol). Jižnímu cípu ostrova vévodí kuželovitá hora Ohi (1398 m).

#### Kyklady
Kyklady jsou souostroví tvořené 200 ostrůvky. Největší a zarostlý bujnou vegetací je ostrov Naxos. Hory se zde v celém souostroví vypínají nejvýše. Uprostřed ostrova se tyčí hora Naxos-Zeus (1001 m) proslulá dobrým výhledem. Na Parosu šplhá nejvýše horstvo se 706 metry, malý ostrůvek Amorgos je opevněn ve svém východním výběžku horou Krikelo (822 m). Jeden z nejpopulárnějších a nejvýznamnějších ostrovů Kyklad je Théra (Santorin). Hory zde sice nedosahují závratných výšek, nejvyšší je Profitis Ilias (584 m), jde však o zcela unikátní vulkanický ostrov. Jeho jedinečnost spočívá v tom, že je to v podstatě bývalá sopečná kaldera, jež byla roztržena výbuchem na několik menších ostrůvků s lagunou uprostřed. Vnitřní stěny tohoto jícnu jsou 300 metrů vysoké a spadají kolmo k mořské hladině. Útesy jsou doslova různobarevné, za což vděčí právě sopečnému podkladu. Na vrcholech útesů jsou odvážně vystavěny vesnice se zářivě bílými domy.

#### Dodekánské souostroví

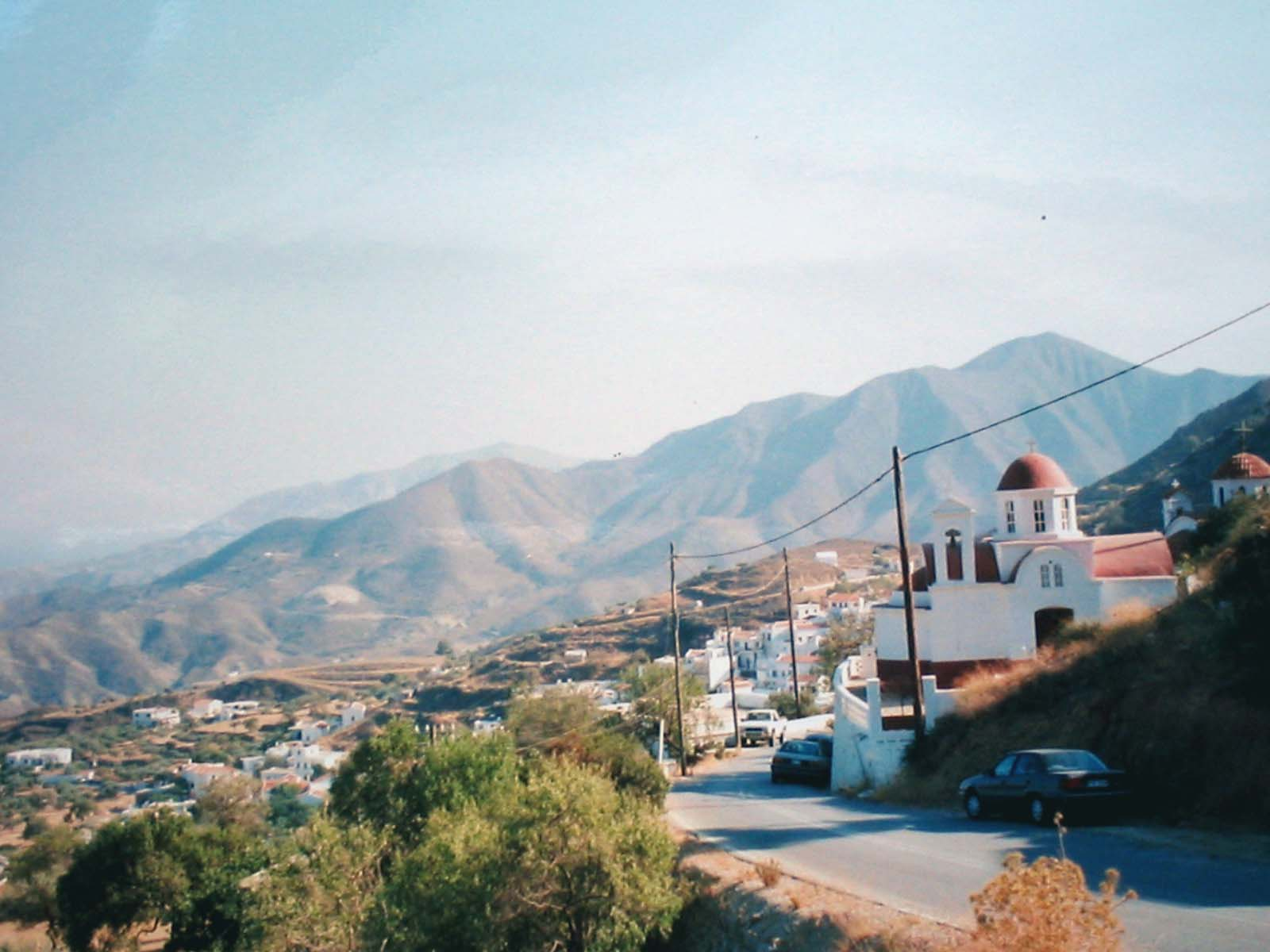
Karpathos

Dodekany jsou nejvíc na západ vysunutou ostrovní oblast Řecka poblíž Tureckého pobřeží. Největším ostrovem je známý Rhodos na němž se nachází nejvyšší hora Attavýros (1245 m). Zajímavým turistickým místem poblíž je údolí Motýlů což je entomologická rezervace nebo skalní mys Minas. Dalším významným ostrovem je hornatý Kós, kde hory dosahují maximální výšky 846 m. Nejdramatičtější partie rozervaných skal se nacházejí na jihozápadě u obce Kefalos. Nejméně navštěvovaným ostrovem je vlastně samostatně stojící hora přímo v moři – Karpathos. Ostrov má šíři 14 km a má protáhlý tvar. Nejvyšší vrchol masivu čnícího z moře je Kali Limni (1215 m) ležící takřka uprostřed ostrova.

## Turismus
Turistické možnosti v horách řeckých ostrovů jsou nepřeberné. Je třeba ale využít lodi k přepravě mezi nimi či pevninou. Ostrovy jsou mezi sebou propojeny právě lodními a leteckými linkami. Významným dopravním prostředkem po ostrovech je jízdní kolo. Pro návštěvu hor zde, je nejvhodnější doba pro návštěvu březen až červen, kdy v horách ještě nepanuje takové teplo.